# 平茂寛
平茂 寛（ひらしげ かん、1957年 - ）は、日本の作家。静岡県静岡市出身。

## 来歴
- 2011年、『隈取絵師・鍬形恵斎』で朝日新聞出版主催の公募文学賞、第3回『朝日時代小説大賞』を受賞。

## 作品リスト
- 『隈取絵師』（2012年、朝日新聞出版）
- 『暴れ茶人無頼剣』（2013年、学研M文庫）
- 『悪采師』（2014年、朝日新聞出版）
- 『とっぱあ与力 年番方筆頭事件帖』全2巻（2014年、富士見新時代小説文庫）
- 『ねぼけ医者 月を斬る』（2015年、招き猫文庫）
- 『若さま水鏡剣』（2016年、コスミック時代文庫）
- 『聖剣将軍事件帳』（2017年、コスミック時代文庫）
- 『隠密刺客遊撃組』（2018年、光文社文庫）
- 『隠密刺客遊撃組（弐）　剣魔推参』（2019年、光文社文庫）
- 『初花　斬剣のさだめ』（2021年、ハヤカワ時代ミステリ文庫